# 붕어빵
붕어빵은 길거리 노점상에서 파는 붕어 모양의 간식 풀빵이다. 생김새가 유사하지만 조금 다른 잉어빵도 있는데 잉어빵은 상표명이다.
쇠틀에 밀가루 등으로 만든 반죽과 단팥소를 넣어 간단히 구워서 만들며, 가격이 저렴하기 때문에 사람들이 즐겨 먹는다. 붕어빵하고는 달리 잉어빵에는 찹쌀도 들어간다.
이름과는 달리 붕어가 들어 있지 않은데, 단팥이 들어 있는 밀가루의 모양이 붕어를 닮았기 때문에 그런 이름이 붙었다. 근래에는 많은 사람들이 좋아하는 단팥 이외에 피자, 고구마, 슈크림 등 여러 가지 종류를 넣기도 한다.
가격은 보통 3개에 1000원이었지만(크기에 따라 5개에 1000원, 1개에 2000원인 경우도 있었다), 2023년 기준 2개에 1000원, 3개에 2000원 선으로 올랐다. 또한, 종류를 섞어서 주는 대신 가격을 높여 파는 경우도 있다. 비유적으로는 서로 얼굴이 매우 닮은 사람 이르는 말로도 사용된다.

## 유래
붕어빵은 19세기 말에 처음 만들어진 것으로 추정되는 일본의 도미빵(たい焼き 타이야키[*])에서 유래하였다. 
이 빵은 1930년대 한국에 들어와 현재의 붕어빵이 되었다.
일본에서 도미는 비싸고 귀한 생선이었다. 
비싼 탓에 먹지 못하자 도미의 모양으로 된 빵이라도 만들어 먹자는 생각에서 비롯된 것이 바로 도미빵이다.
도미빵이 붕어 모양으로 변형돼 만들어진 것이 붕어빵인데 1930년대 한국으로 건너온 것으로 알려져 있다. 
한국에서는 친숙한 물고기인 붕어를 그 모양으로 삼았다고 알려졌다. 
한동안 자취를 감췄던 붕어빵은 1990년대에 다시 등장했다. 먹거리, 패션 등 전 분야에 걸쳐 복고열풍이 일면서다.
최근에는 붕어빵 이외에도 잉어빵, 슈크림 붕어빵, 딸기 붕어빵 등 다양한 종류의 붕어빵이 등장해 소비자들의 입맛을 사로잡고 있다.

## 종류
- 팥 : 붕어빵의 시초이자 고전이다. 밀가루 기본 반죽에 단팥으로 만든 속 재료를 꽉 채워 구웠다.
- 야채 : 야채 호빵이 유행할 무렵 등장한 붕어빵이다. 채소류를 버무려 만든 속재료로 가득 차 있다. 팥 붕어빵보다 조금 비싸기도 하다.
- 슈크림 : 야채 붕어빵이 등장한 후 나왔다. 따뜻한 붕어빵에 팥 대신 슈크림이 부드럽게 나온다.
- 피자 : 피자 호빵이 유행하면서 등장했다. 야채 붕어빵이 채소류로 차 있다면, 피자 붕어빵은 토마토소스와 치즈로 피자 흉내를 냈다.
- 고구마 : 팥 대신 자색 고구마가 들어간 반죽에 속 재료로는 잼이 들어간다.
- 아이스크림 : 팥·야채 붕어빵만큼 오래됐다. 눅눅한 빵 사이로 바닐라 맛 아이스크림과 단팥이 꽉 차 있다. 녹차 맛과 고구마 맛 그리고 초코 등등 여러가지가 출시됐다.
- 고급 아이스크림 : 붕어빵 모양 콘에 아이스크림을 넣어 파는 형태다. 여러 가지 토핑을 얹어 먹을 수 있다. 가격은 일반 붕어빵 아이스크림의 3배쯤 된다.
- 토스트 : 모양은 붕어빵이지만, 토스트라고 한다. 피자 맛이 특히 인기다.[2]
- 밤 : 붕어빵 모양에 팥 대신에 밤을 갈아넣는다고 한다. 경기도 안산시에서 팔았다는 소문이 들리지만, 정보의 신뢰도는 높지 않다

## 만드는 방법
붕어빵 반죽의 재료는 밀가루, 베이킹 파우더, 물이나 우유, 그리고 선택적으로 달걀로 이루어져 있다. 
반죽을 와플틀과 유사한 기구인 붕어빵 그릴(생선 모양의 틀)에 붓는다. 
빙수용 팥의 재료인 팥앙금을 넣고 반죽을 반쯤 더 채워준다. 
이후 몰드를 닫고, 반죽을 노릇노릇하고 바삭해질 때까지 굽는다.
조금 더 바삭하게 굽고 싶거나 고소한 반죽을 만들고 싶다면 마가린을 섞을 수도 있다.
이렇게 간단한 요리법에도 불구하고 붕어빵 노점마다 맛이 다른 이유는 노점마다 반죽, 속 팥소, 불의 세기가 각각 다르기 때문이다.
그 중 붕어빵 식감의 거의 대부분을 차지하는 것은 굽는 시간이다.

## 같이 보기
- 풀빵
- 국화빵
- 계란빵
- 호떡
- 팥소